# Tryggve Gran
Jens Tryggve Herman Gran (Bergen, 20 de janeiro de 1888 - Grimstad, 8 de Janeiro de 1980) foi um aviador, explorador polar e autor norueguês.

## História

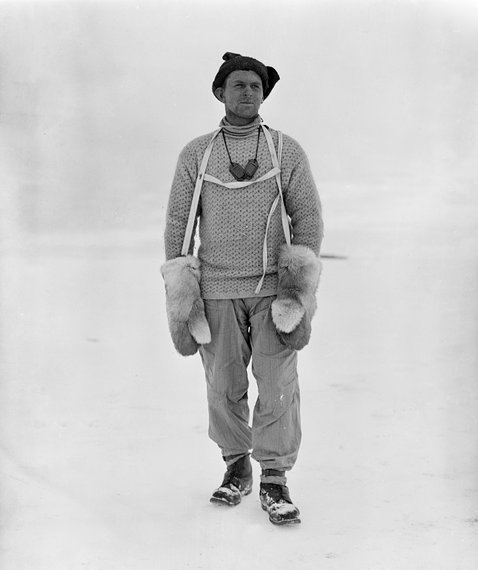
Tryggve Gran (1911)

Trygve Gran participou da Expedição Terra Nova (1910-1913) oficialmente Expedição Britânica—Antárctica de 1910, que foi liderada por Robert Falcon Scott com o objetivo de atingir o Polo Sul.
Ele foi o primeiro piloto a atravessar o Mar do Norte em julho de 1914, em 4 horas e 10 minutos partindo de Cruden Bay, na Escócia até Jæren na Noruega. Foi também o primeiro piloto a fazer o percurso entre Londres e Estocolmo e um dos primeiros a cruzar em um avião o Oceano Atlântico.
Participou da Primeira Guerra Mundial como piloto da Royal Air Force.
Na juventude foi jogador de futebol e defendeu a seleção da Noruega no dia 12 de Julho 1908 em uma partida internacional contra a Suécia.